# Ушур (присілок)
Ушу́р (рос. Ушур) — присілок в Балезінському районі Удмуртії, Росія.

## Населення
Населення — 344 особи (2010; 451 в 2002).
Національний склад станом на 2002 рік:
- удмурти — 97 %

## Історія
В 1960-их роках присілок був центром сільради.